# 安島大膳亮
安島 大膳亮（あじま だいぜんのすけ）は、戦国時代から安土桃山時代にかけての武士。戦国大名・佐竹氏の一門 佐竹東家の家臣。諱は不明。

## 略歴
安島氏は藤原北家魚名の流れを汲み藤原秀郷を祖とする家系。安島大膳亮の名は佐竹氏家臣の系譜である『諸士系図』に見られる。佐竹家臣の系図史料である、『系図 佐竹山城家人安島吉兵衛』によれば、詳しい家伝は紛失のため不明であるが、大膳亮の父・修理亮の代より佐竹氏に仕えるという。妻は佐竹氏一門の武将・国安師親の女。国安氏との間に長女(人見紀伊守室)、采女の一男一女を授かる
大膳亮自身は佐竹義久に従い、常陸国鹿島郡の統治に従事している。元々、義久は宗家の佐竹義重の命を受け、南奥州の白河郡にある佐竹氏の領土 陸奥南郷領の統治にあたっていたが、豊臣秀吉の天下統一後は秀吉から直接、鹿島郡6万石を与えられ、豊臣氏の蔵入地1000石の統治を委任された。大膳亮の鹿島郡統治の任も義久に随身したところによるものと見られる。
なお、秋田藩家蔵文書には大膳亮が同僚で佐竹一門の町田摂津守と共に佐竹義久から勤仕に関する下命を受けた判物の写しが保存されており、戦国期から安土桃山時代の佐竹氏の両国統治の一端を見ることができる(詳細は下記、秋田藩家蔵文書の項を参照)。
子孫は孫・吉兵衛信次を初め代々「信」の字を通字としている。

## 秋田藩家蔵文書
七二　東義久判物寫
```
※「義久書」　　　　　　　　　　　　　　 ※(安島學之進)
一 留守中番衆調之事、毎日罷出嚴密ニ可相調事
一 書付之通相背人も候ハ々、及其調無用捨、京都へ可申上事
　　　　　　　　 以上　　　　　　　　(東義久)　
　　　　　 二月十六日　　　　　　　　(花押影)
　　　　　　 町田攝津守殿
　　　　　　 安嶋大膳亮殿
```